# Böhmetal
Böhmetal war der vorgesehene Name einer durch eine Städtefusion entstehenden Stadt in Niedersachsen. Die in der südwestlichen Lüneburger Heide liegenden Kommunen Walsrode, Bad Fallingbostel und Bomlitz planten den Zusammenschluss bis zur Kommunalwahl 2011, um so Spareffekte zu erzielen und Synergien effektiver zu nutzen. Namensgebend ist der Fluss Böhme. Die drei Kernorte liegen nur je 5 bis 6 Kilometer voneinander entfernt.
Das Gebiet der damals angestrebten Großkommune befindet sich zwischen Hamburg, Bremen und Hannover im Landkreis Heidekreis im Altkreis Fallingbostel. Böhmetal hätte nach Entstehen der Stadt mit einem Gebiet von 398 km² nach Fläche an erster Stelle in Niedersachsen gestanden und an achter in Deutschland. Die Stadt Böhmetal hätte circa 42.700 Einwohner gehabt, was einer Bevölkerungsdichte von 107 Einwohnern/km² entspricht. Damit wäre sie – nach Lüneburg und vor Uelzen – zur zweiteinwohnerreichsten Kommune im Inneren der Lüneburger Heide geworden.

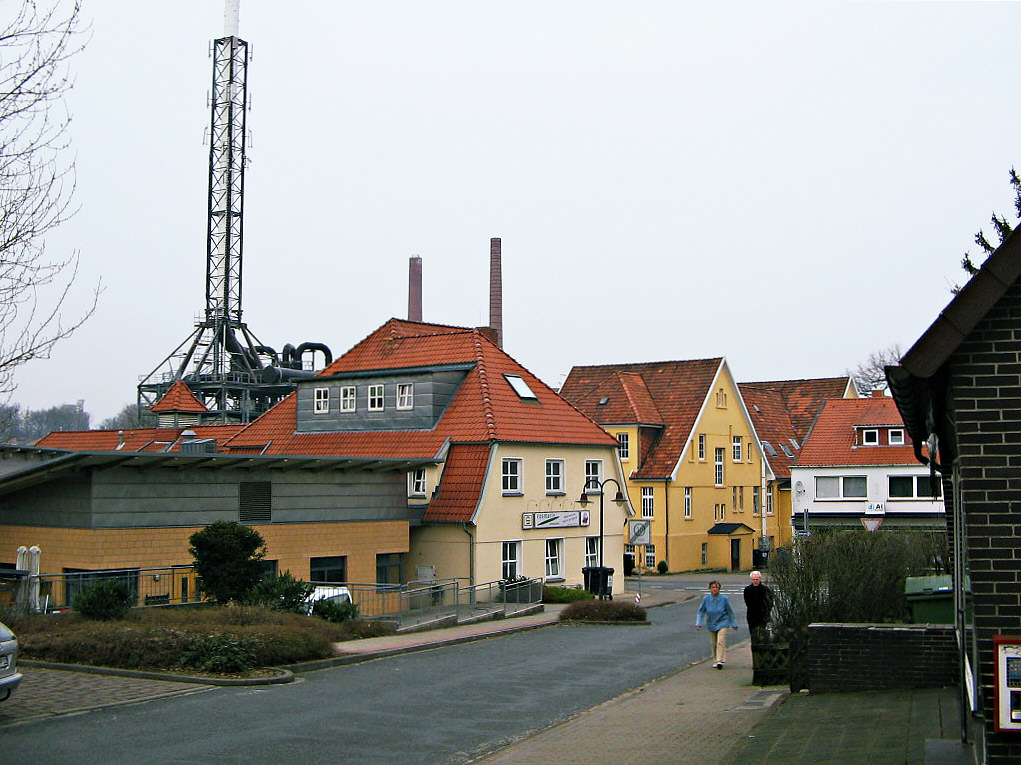
Bomlitz, Ortsmitte und Industriepark

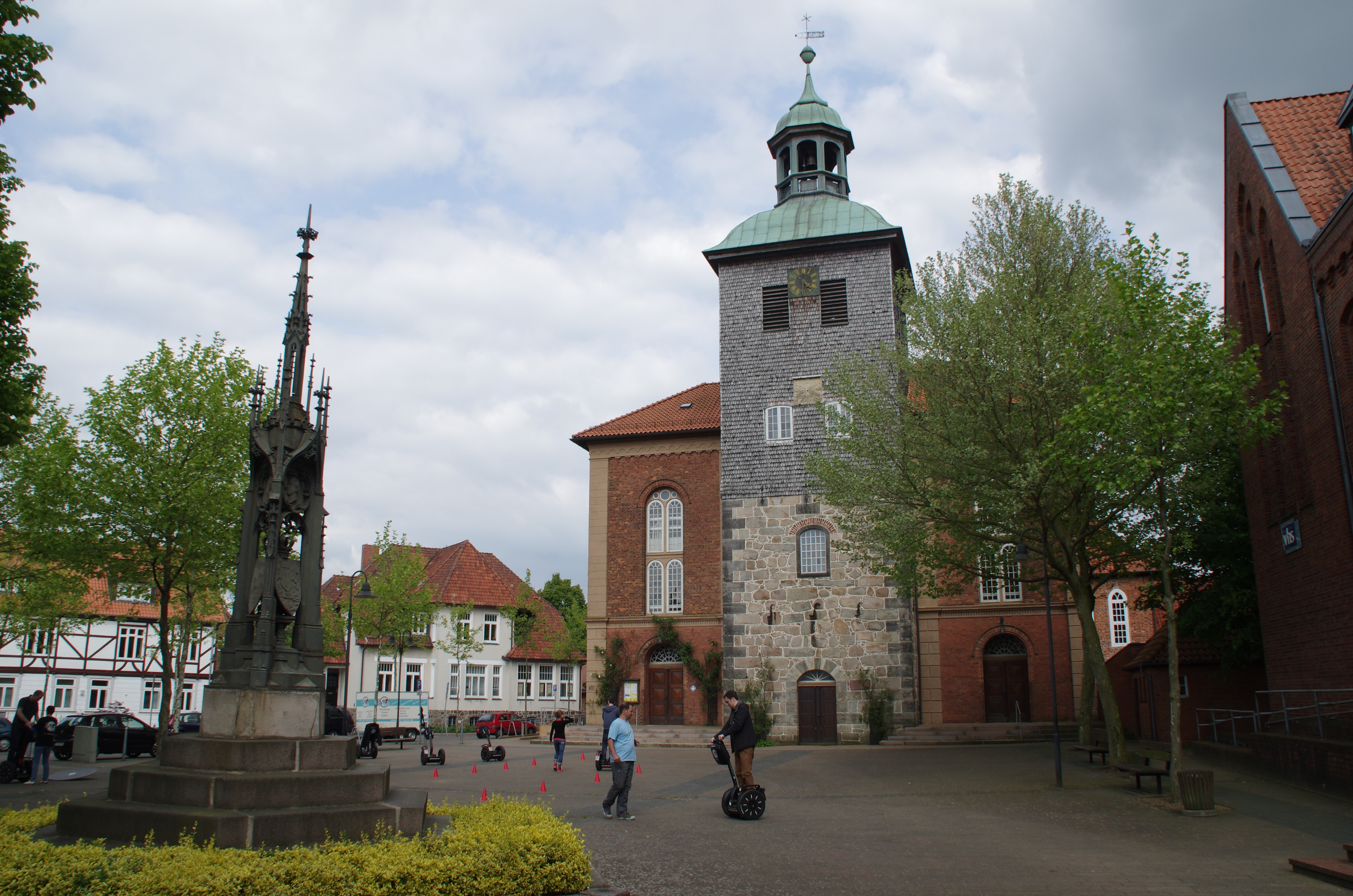
Walsrode, Kirchplatz

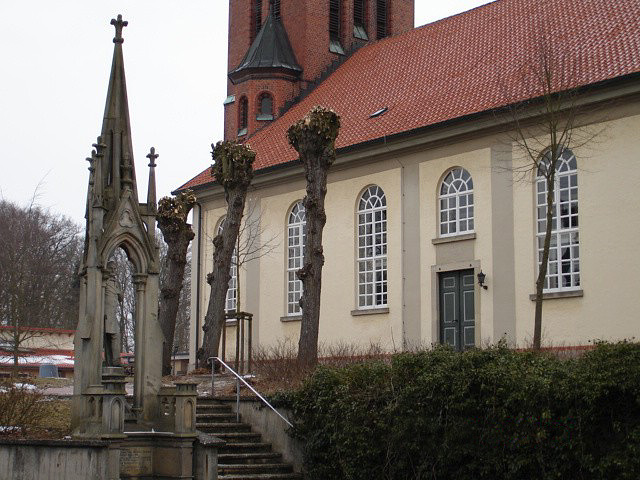
Bad Fallingbostel, St.-Dionysius-Kirche

Die Fusion wurde von beiden großen Volksparteien, der CDU wie der SPD – mit Ausnahme der SPD Bad Fallingbostel – befürwortet, während Bündnis 90/Die Grünen und auch die  FDP eher zurückhaltend reagierten. Böhmetal hätte von Bad Fallingbostel die Funktion der Kreisstadt des Landkreises Soltau-Fallingbostel (seit 1. August 2011 Landkreis Heidekreis) übernommen. Am 2. November 2008 wurde über die Fusion eine Bürgerbefragung durchgeführt. In Bad Fallingbostel haben sich knapp unter 80 % der Wähler  bei einer Wahlbeteiligung von knapp 62 % gegen die Fusion ausgesprochen. In Walsrode und Bomlitz gab es eine Zustimmung (56,4 % in Bomlitz und 53,8 % in Walsrode) für die Fusion. Die Räte der drei Kommunen haben am 10. November das Ergebnis der Bürgerbefragung umgesetzt. In Bad Fallingbostel wurde die Fusion abgelehnt, in Bomlitz und Walsrode stimmten die Räte für die Fusion.

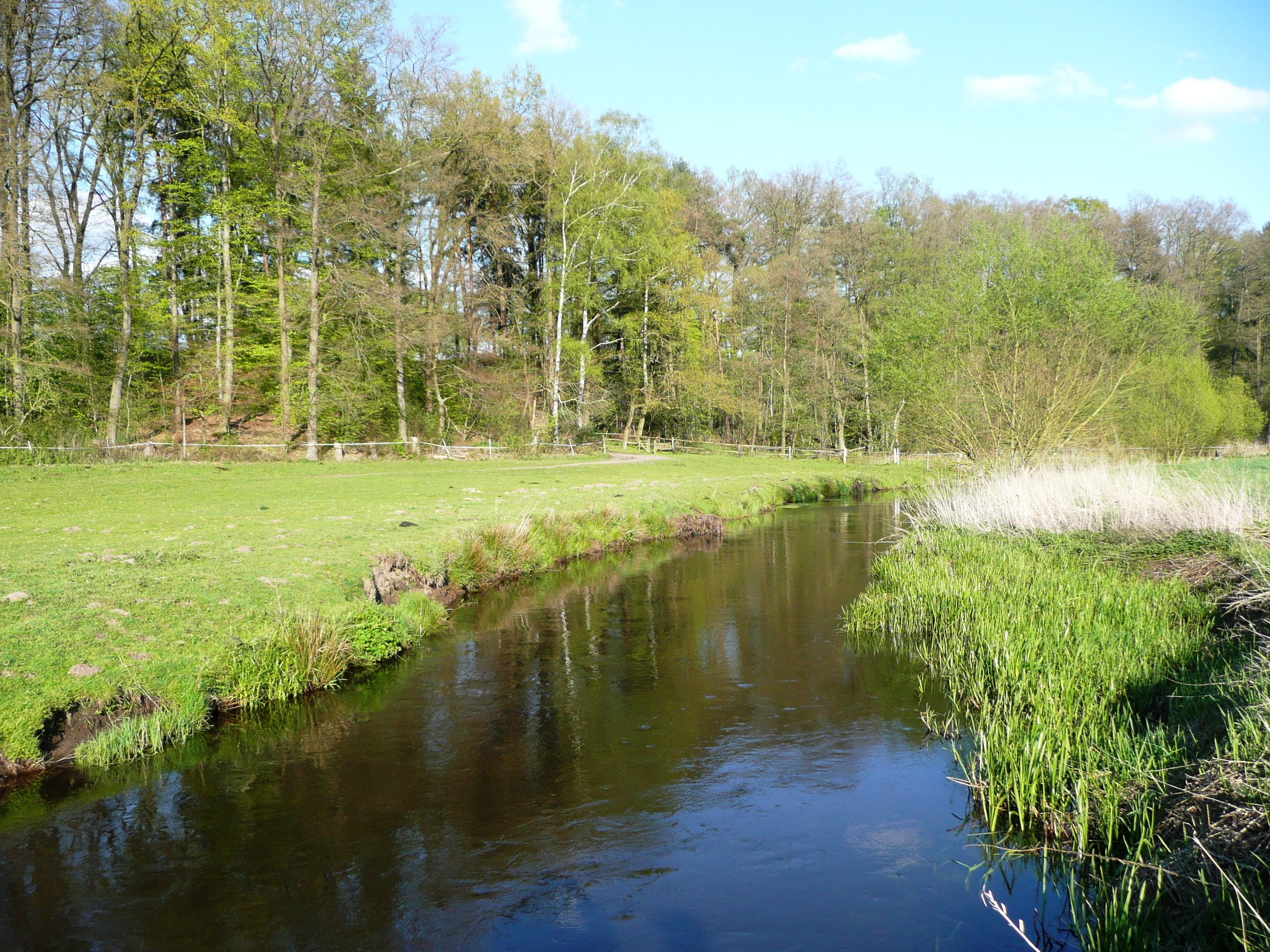
Das Böhmetal zwischen den drei Kernorten

In Bad Fallingbostel hatte sich im Vorfeld eine Bürgerinitiative gegründet, die sich gegen die Fusion ausgesprochen hat. Der Bürgerinitiative 'Ja Bad Fallingbostel Nein Böhmetal' gehörten nach eigenen Aussagen 1500 Einwohner von Bad Fallingbostel an (Stand 1. Oktober 2008). Die Bürgerinitiative 'Pro-Fusion', die sich für eine Fusion aussprach, wurde von Bürgern aus allen drei Kommunen ins Leben gerufen.
Die beiden Gemeinden Bomlitz und Walsrode, die der Bildung der Stadt Böhmetal zugestimmt hatten, fusionierten zum 1. Januar 2020.